# Ботанический сад (Дрезден)

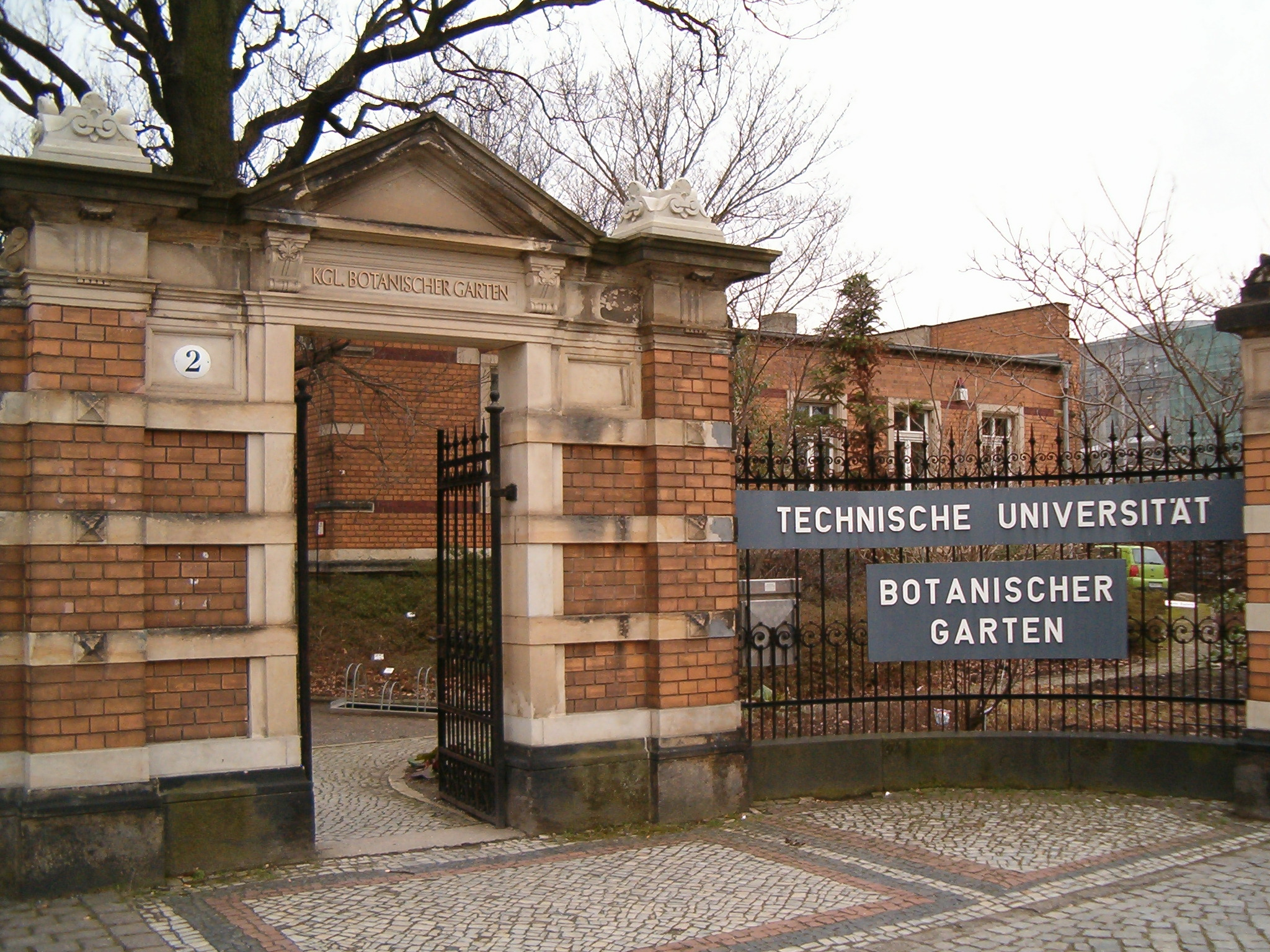
Дрезденский ботанический сад

Карта парка «Großer Garten», где оранжевым цветом показан ботанический сад

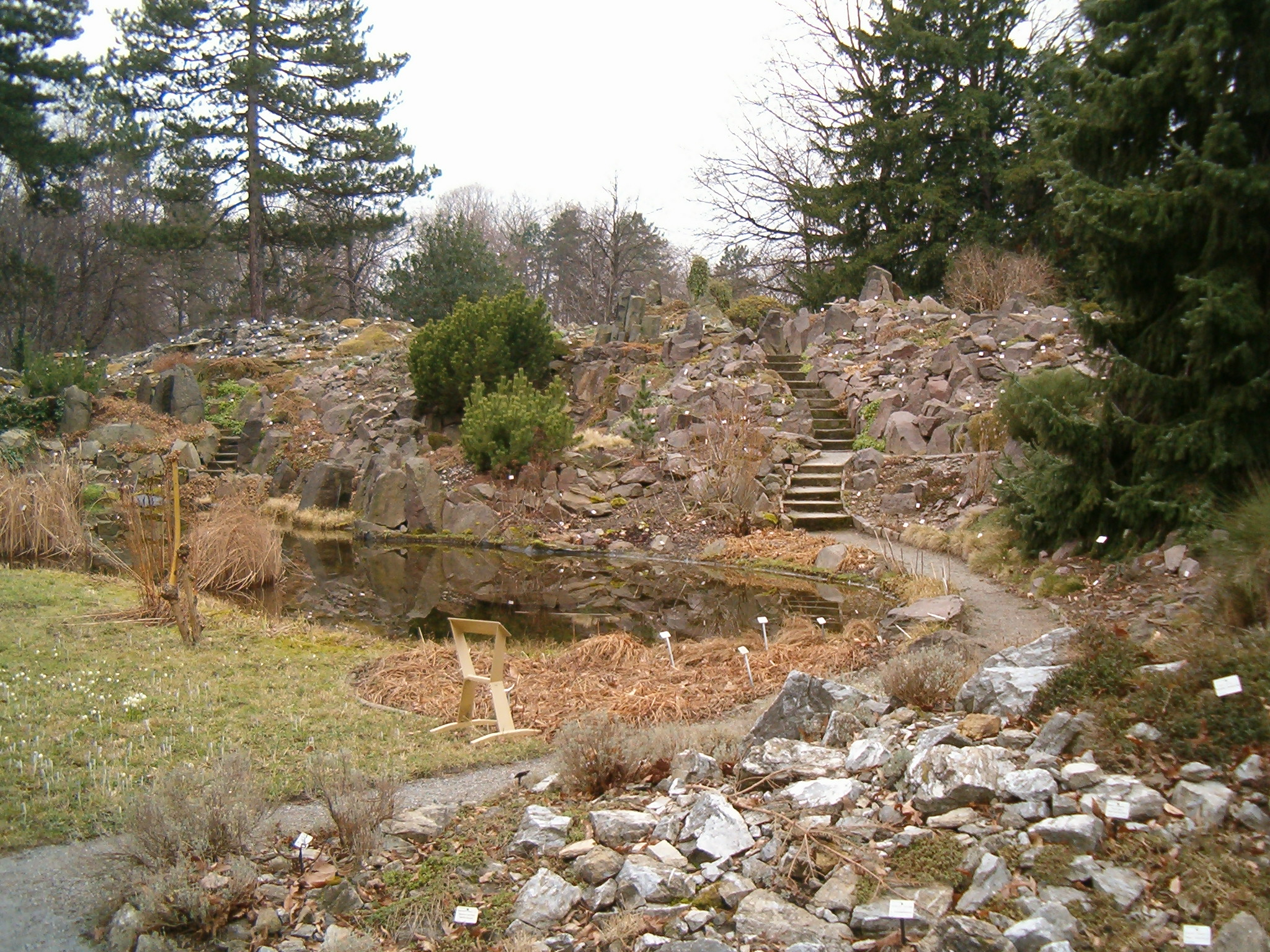
Альпийский сад

Дре́зденский ботани́ческий сад (нем. Botanischer Garten der Technischen Universität Dresden, Botanischer Garten Dresden) — университетский ботанический сад, расположенный в саксонском городе Дрездене при Дрезденском техническом университете.

## История
Дрезденский ботанический сад был основан в 1820 году немецким ботаником Генрихом Райхенбахом вместе с Карлом Адольфом Тершеком (1782–1869) и его братом Иоганном Готфридом Тершеком  (1784–1870). Райхенбах был его первым директором — до своей смерти в 1879 году. В 1822 году сад содержал около 7800 растений (видов и разновидностей). Современный сад был создан в 1889 году профессором Оскаром Друде (Carl Oscar Drude, 1852—1933) и формально открыт в 1893 году. Был уничтожен в феврале 1945 году во время бомбёжки в период Второй мировой войны. В 1949 году он стал частью Дрезденского технического университета, и в 1950 году после восстановления открыт заново.

## Современное состояние
Сегодня Дрезденский ботанический сад включает приблизительно 10 000 растений (видов), включая многие редчайшие виды и представителей дикой флоры Саксонии и Тюрингии.
Сад включает систематическую секцию, а также географические секции растений (Азия, Северная Америка и т. д.), включая такие виды и роды, как Дуб иволистный (Quercus phellos), Хохлатка благородная (Corydalis nobilis), Гамамелис (Hamamelis), Рододендрон (Rhododendron), Магнолия (Magnolia).
Имеется альпийский сад, включающий разнообразные виды европейских высокогорных растений, в том числе виды рода Горечавка (Gentiana) и Камнеломка (Saxifraga), Гвоздика голландская (Dianthus caryophyllus).

## Оранжереи

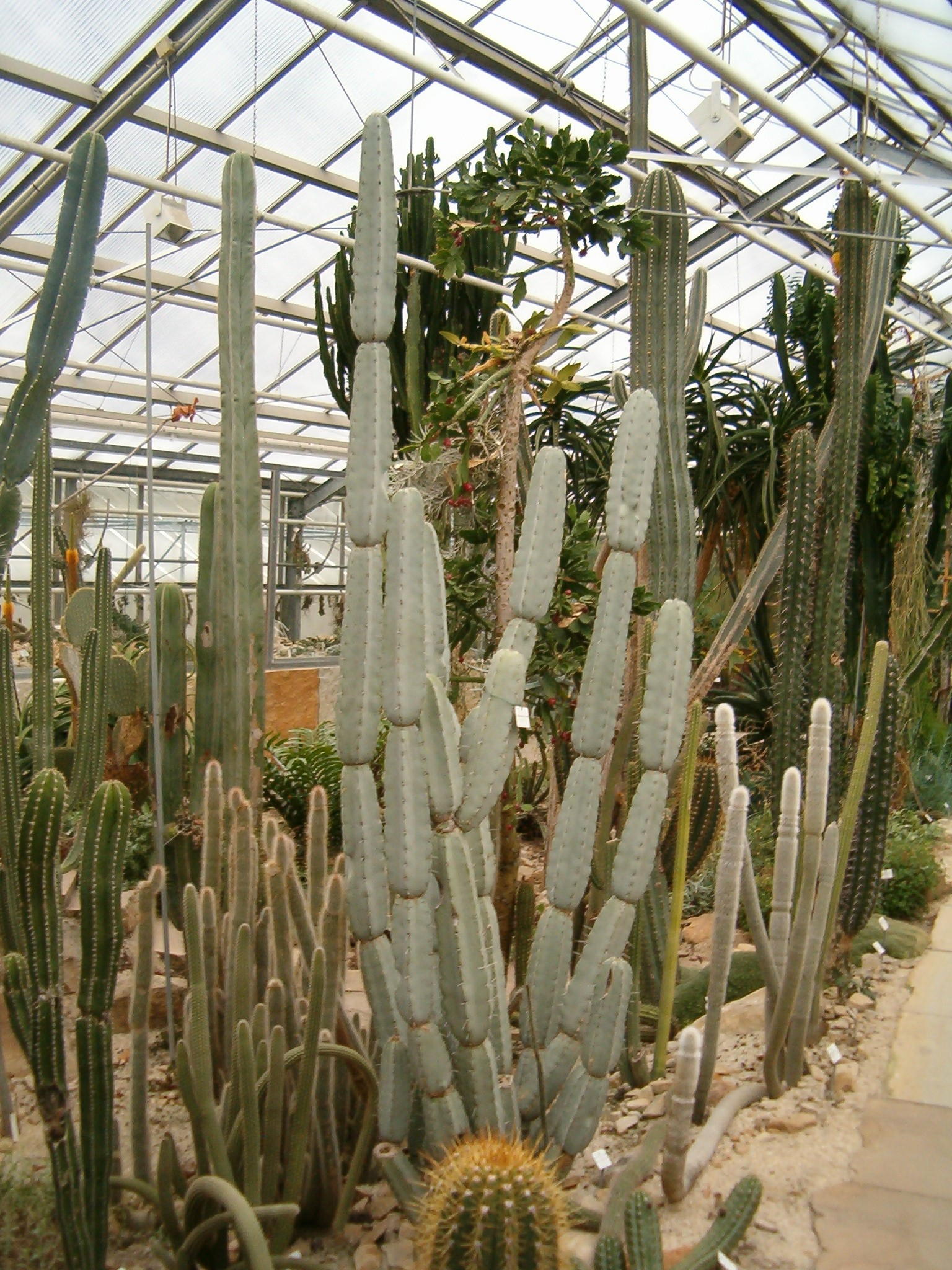
Desert America Greenhouse

В саду имеется 5 крупных оранжерей общей площадью около 1000 м², в которых выращиваются около 3000 видов растений.
Водная оранжерея содержит Victoria regia и другие растения из тропической Америки, включая Ananas comosus, Tillandsia usneoides, Theobroma cacao, эпифитные бромелиевые и т. д.
Большая тропическая оранжерея (The Great Tropical House, Paläotropis) содержит виды тропической флоры Азии и Африки, включая Cinnamomum verum, Coffea arabica, Elaeis guineensis, Ficus religiosa, Gossypium arboreum, Hibiscus rosa-sinensis, Musa acuminata, Pandanus, Piper nigrum, Platycerium, Saccharum officinarum, и Saintpaulia.
Оранжерея суккулентов (The succulent house) содержит Selenicereus grandiflorus и многочисленные виды кактусов, суккулентов, орхидей и растения-хищники.
Оранжерея растений пустынь Америки (Desert America Greenhouse).

## Адрес
Ботанический сад расположен на улице Stübelallee 2, Дрезден, D — 01307, Саксония, Германия (51° 03' и 13° 45'), и открыт ежедневно без перерыва.